# Maria Antònia París i Riera
Maria Antònia París i Riera (Vallmoll, Alt Camp, 28 de juny de 1813 - Reus, 17 de gener de 1885) fou una religiosa catalana, fundadora de la congregació de les Religioses de Maria Immaculada Missioneres Claretianes. Ha estat proclamada venerable per l'Església Catòlica Romana.

## Biografia
Va néixer a Vallmoll, on la seva mare, Teresa Riera, vídua en avançat estat de gestació i amb una altra filla de tres anys, s'havia refugiat fugint dels francesos que envaïen aquelles terres durant la guerra de la Independència. Va ser educada en un ambient cristià amb la seva germana Teresa París. Als 14 anys va sentir vocació religiosa i el 1841 va entrar a la Companyia de Maria-Lestonnac, i va ser postulant durant 9 anys.
Va iniciar-se com a novícia el 1850 (amb el nom de Maria Antònia París de Sant Pere) i es va posar en contacte amb Antoni Maria Claret i Clarà, fundador dels Missioners Fills de l'Immaculat Cor de Maria, coneguts com a Claretians, a qui va seguir a Cuba quan en fou nomenat bisbe, abandonant la Companyia de Maria el 1852. Allí va decidir portar a terme una tasca missionera i docent d'acord amb el seu concepte de pràctica evangèlica. El 1853 va obrir a la capital cubana una escola de nenes blanques i negres, rebel·lant-se contra la legislació vigent que prohibia l'assistència d'infants de les dues ètnies a la mateixa escola. També acollí a la seva escola nenes pobres de franc.
Va enviar les seves propostes al Papa Pius IX, i el 25 d'agost de 1855 va fundar a Santiago de Cuba l'orde de Religioses de Maria Immaculada Missioneres Claretianes, d'acord amb la idea de Maria Antònia París i d'Antoni Maria Claret de difondre el missatge cristià per terres d'Amèrica com a missioners. El 1859 va tornar a Catalunya i va fundar un noviciat a Tremp, i el 1867 constituí l'orde a Reus, amb el nom d'Institut de Maria Immaculada de l'Ensenyança. Es traslladà a Reus amb una part de les novícies de Tremp i instal·là l'institut al camí de Tarragona i es dedicà a l'ensenyament gratuït de noies pobres. La revolució de 1868, que a Reus va ser especialment radical, va respectar el convent d'aquestes monges que encara estava en construcció. Maria Antònia París i les germanes van abandonar durant uns dies la ciutat, però eren respectades perquè donaven classes gratuïtes a les nenes pobres, cosa que era beneficiosa per a la societat, i van poder retornar ràpidament al seu Institut. A Reus a la congregació se la coneix com les monges del camí de Tarragona o les monges de l'ensenyança. Consolidada la comunitat a Reus, Maria Antònia París va fundar diverses institucions a Carcaixent i a Vélez-Rubio, i va organitzar una altra casa a Cuba, a Baracoa. Maria Antònia París va morir a Reus el 1885 i va ser enterrada a la cripta de l'església del convent d'aquella població.
La seva obra escrita comprèn: Autobiografía, Relación a Caixal, Recuerdos y notas, Diario, Puntos para la reforma de la Iglesia, El misionero apostólico, a banda de les constitucions i estatuts de la congregació i les cartes.
En 1968 es va obrir el procés per a la seva beatificació. El 23 de desembre de 1993, Joan Pau II proclamà l'heroïcitat de les seves virtuts, fent-la venerable. Les Missioneres Claretianes estan presents actualment a Argentina, Brasil, Bèlgica, Colòmbia, Congo, Corea, Cuba, Espanya, Estats Units, Filipines, Hondures, India, Itàlia, Japó, Mèxic, Panamà, Polònia, Santo Domingo, Veneçuela, El Salvador, Ucraïna, Camerun, Indonèsia... on a més de l'educació d'infants, fan tasques d'assistència social, organitzen llars d'acollida de joves i residències d'avis. La ciutat de Reus li ha dedicat un carrer.